# فلوكسوس (بيئة برمجة)
فلوكسوس (بالإنجليزية: Fluxus)‏ هي بيئة برمجة مخصصة للرسومات ثلاثية الأبعاد والموسيقى والألعاب. وتُستخدم لغة البرمجة Racket للعمل مع محرك الألعاب الذي يحتوي على رسوميات ثلاثية الأبعاد، ومحاكاة فيزيائية وتوليف صوتي. تتم عملية برمجة بشكل حيث يظهر محرر الكود فوق الرسوميات التي يتم إنشاؤها بواسطة الكود. يعتبر مرجعًا هامًا للبحث والممارسة في البرمجة الاستكشافية والتدريس والعروض الحية وبرمجة الألعاب.